# 博雷 (阿尔代什省)
博雷（法語：Borée，法語發音：[bɔʁe]）是法国阿尔代什省的一个市镇，属于罗讷河畔图尔农区。

## 地理
博雷（44°53'54"N, 4°14'25"E）面积27.67 平方千米，位于法国奥弗涅-罗讷-阿尔卑斯大区阿尔代什省，该省份为法国东南部内陆省份，北起顺时针与卢瓦尔省、伊泽尔省、德龙省、沃克吕兹省、加尔省、洛泽尔省和上盧瓦爾省接壤。
与博雷接壤的市镇（或旧市镇、城区）包括：阿尔桑斯、勒贝阿日、沙内阿克、拉罗谢特、圣厄拉利、圣马夏尔、莱塞斯塔布勒。

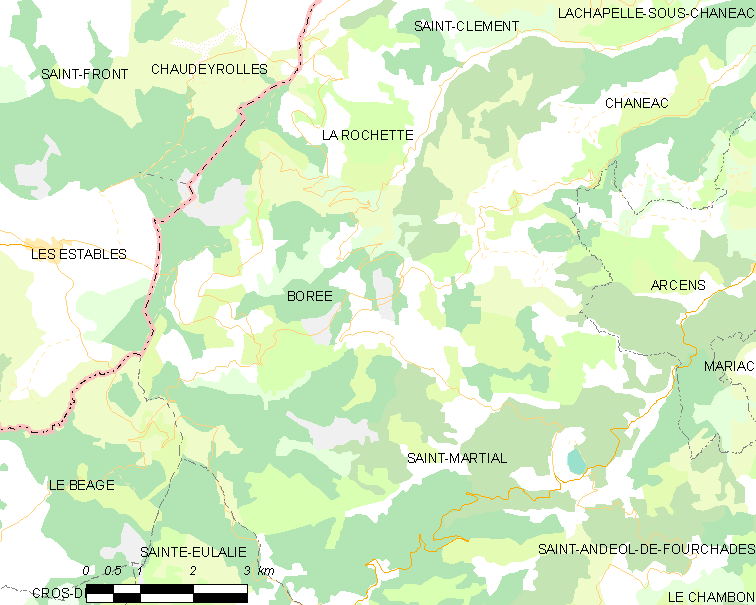
的OSM定位图

博雷的时区为UTC+01:00、UTC+02:00（夏令时）。

## 行政
博雷的邮政编码为07310，INSEE市镇编码为07037。

## 政治
博雷所属的省级选区为上埃里约县。

## 人口

1962-2008年间人口变化图示

博雷于2022年1月1日时的人口数量为142人。